# Gent–Wevelgem 2025 (Frauen)
Gent-Wevelgem 2025 war die 14. Austragung dieses Straßenrennens für Frauen. Das Rennen fand am 30. März statt, am gleichen Tag wie die Ausgabe für Männer, und war Teil der UCI Women’s WorldTour 2025.

## Teilnehmende Mannschaften
| UCI Women's WorldTeams (15)- Team SD Worx-Protime - AG Insurance-Soudal Team - Canyon//SRAM zondacrypto - Ceratizit Pro Cycling Team - FDJ-Suez - Fenix-Deceuninck - Human Powered Health - Lidl-Trek - Liv AlUla Jayco - Movistar Team - Roland - Team Picnic PostNL - Team Visma \| Lease a Bike - UAE Team ADQ - Uno-X Mobility UCI Women's ProTeams (6)- Arkéa-B&B Hotels Women - Cofidis Women Team - EF Education-Oatly - St Michel-Preference Home-Auber93 - VolkerWessels Women's Pro Cycling Team - Winspace Orange Seal UCI Women's Continental Teams (3)- Bepink-Imatra-Bongioanni - DD Group Pro Cycling - Lotto Ladies |
| |

## Streckenführung
Der Parcours war im Vergleich zum Vorjahr nahezu unverändert. Das Rennen begann in Ypern und verlief flach in Richtung Küste durch Veurne und die windreiche Region der Moeren, wobei zwei kurze Kopfsteinabschnitte im Gemeindegebiet von Alveringem ausgewiesen waren. Der vorentscheidende Abschnitt bestand aus zwei Runden im Westflämischen Hügelland mit dem kopfsteingepflasterten Kemmelberg. Von dort schloss sich ein langes Flachstück zurück nach Ypern und zum Ziel in Wevelgem an. Im Gegensatz zum Männer-Rennen wurden die Schotter-Abschnitte zwischen Mesen und Ploegsteert nicht befahren.
| Name                        | km vom Ziel | Typ                           |
| --------------------------- | ----------- | ----------------------------- |
| Scherpenberg                | 72,4        | Steigung                      |
| Baneberg                    | 63,6        | Steigung                      |
| Monteberg                   | 55,7        | Anstieg                       |
| Kemmelberg (von Südosten)   | 55,8        | Anstieg mit Kopfsteinpflaster |
| Scherpenberg                | 48,3        | Anstieg                       |
| Baneberg                    | 39,6        | Anstieg                       |
| Kemmelberg (von Nordwesten) | 34,3        | Anstieg mit Kopfsteinpflaster |

## Rennverlauf und Ergebnis
Eine siebenköpfige Ausreißergruppe wurde bereits vor den ersten Hügeln wieder eingeholt. Vor den letzten Anstiegen versuchte Lucinda Brand mit anderen Fahrerinnen erfolglos zu antizipieren. Bei der zweiten Passage des Kemmelbergs setzten sich Lotte Kopecky, Elisa Longo Borghini, Lorena Wiebes und Elise Chabbey vom Rest des Felds ab, doch die Übermacht von Team SD Worx-Protime (Kopecky, Wiebes) in dieser Gruppe verhinderte eine effektive Zusammenarbeit, und das Feld kam wieder zusammen. In Wevelgem zog Kopecky den Sprint für Wiebes an, die klar vor Elisa Balsamo und Charlotte Kool gewann. Wiebes holte so ihren dritten WorldTour-Sieg in Folge und den hundertsten Profisieg ihrer Karriere.
| \| Gesamtwertung \| Gesamtwertung \| Gesamtwertung \| Gesamtwertung \| Gesamtwertung \| \| Fahrerin \| Fahrerin \| Land \| Team \| Zeit \| \| ------------- \| ----------------------- \| ------------------ \| ------------------------ \| --------------- \| \| 1. \| Lorena Wiebes \| Niederlande \| SD Worx-Protime \| 4 h 11 min 19 s \| \| 2. \| Elisa Balsamo \| Italien \| Lidl-Trek \| + 0 s \| \| 3. \| Charlotte Kool \| Niederlande \| Team Picnic PostNL \| + 0 s \| \| 4. \| Marjolein van 't Geloof \| Niederlande \| Arkéa-B&B Hotels Women \| + 0 s \| \| 5. \| Chiara Consonni \| Italien \| Canyon//SRAM zondacrypto \| + 0 s \| \| 6. \| Lara Gillespie \| Irland \| UAE Team ADQ \| + 0 s \| \| 7. \| Lily Williams \| Vereinigte Staaten \| Human Powered Health \| + 0 s \| \| 8. \| Ally Wollaston \| Neuseeland \| FDJ-Suez \| + 0 s \| \| 9. \| Gladys Verhulst-Wild \| Frankreich \| AG Insurance-Soudal Team \| + 0 s \| \| 10. \| Kaja Rysz \| Polen \| Roland \| + 0 s \| |                         |                    |                          |                 |
| |                         |                    |                          |                 |
| Quelle: ProCyclingStats |                         |                    |                          |                 |
| Gesamtwertung |                         |                    |                          |                 |
| Fahrerin | Fahrerin                | Land               | Team                     | Zeit            |
| 1. | Lorena Wiebes           | Niederlande        | SD Worx-Protime          | 4 h 11 min 19 s |
| 2. | Elisa Balsamo           | Italien            | Lidl-Trek                | + 0 s           |
| 3. | Charlotte Kool          | Niederlande        | Team Picnic PostNL       | + 0 s           |
| 4. | Marjolein van 't Geloof | Niederlande        | Arkéa-B&B Hotels Women   | + 0 s           |
| 5. | Chiara Consonni         | Italien            | Canyon//SRAM zondacrypto | + 0 s           |
| 6. | Lara Gillespie          | Irland             | UAE Team ADQ             | + 0 s           |
| 7. | Lily Williams           | Vereinigte Staaten | Human Powered Health     | + 0 s           |
| 8. | Ally Wollaston          | Neuseeland         | FDJ-Suez                 | + 0 s           |
| 9. | Gladys Verhulst-Wild    | Frankreich         | AG Insurance-Soudal Team | + 0 s           |
| 10. | Kaja Rysz               | Polen              | Roland                   | + 0 s           |